# Stigl
Stigl — авиакомпания, в 1992 году созданная руководством непризнанной Чеченской Республики Ичкерия на базе Грозненского ОАО Аэрофлота. Авикомпания не имела официальной регистрации от российских или каких-либо международных авиационных организаций. Рейсы выполнялись из Грозного в города Турции и некоторых арабских стран. Большинство самолётов Stigl было уничтожено военной авиацией РФ во время ударов по аэропорту Грозного 1 декабря 1994 года, в начале первой чеченской войны.

## История
Грозненский 221-й авиационный отряд специального применения, впоследствии преобразованный в Грозненский объединённый авиаотряд Северо-Кавказского управления гражданской авиации, был основан в 1934 году. Подразделение выполняло полёты в населённые пункты Чечено-Ингушской АССР и другие города СССР. На момент распада Советского Союза в составе авиаотряда было 7 (семь) самолетов Ту-134 (СССР-65014, СССР-65030, СССР-65039, СССР-65075, СССР-65858, СССР-65868, СССР-65896) и 22 самолета Ан-2.
В октябре 1991 года в чеченской части Чечено-Ингушской АССР прошли первые президентские выборы, на которых победил Джохар Дудаев, вскоре провозгласивший независимость Чечни от РСФСР и СССР, что не было признано ни одним государством. В 1992 году на базе флота и инфраструктуры Грозненского объединённого авиаотряда советского Аэрофлота была создана авиакомпания Stigl. Название происходило от чеченского слова стигал — «небо». Предприятие не регистрировалось в авиационных органах РФ и не получало сертификата эксплуатанта. Рейсы выполнялись из аэропорта Грозного (в советское время — Грозный-Северный), которому руководство непризнанной ЧРИ присвоило имя Шейха Мансура.
В начале 1990-х годов Stigl выполняла чартерные рейсы в арабские страны, Турцию и Европу, способствуя челночной торговле и ввозу товаров в Чечню в обход российских пошлин. Товары затем продавались в других регионах РФ, давая чеченским коммерсантам конкурентное преимущество. По словам Андрея Бабицкого, этими же рейсами могло доставляться оружие для вооружённых формирований Дудаева.
Один из бортов использовался в качестве личного самолёта Дудаева. В сентябре 1992 года самолёт Дудаева был задержан в Боснии французскими миротворцами из контингента ООН, но впоследствии отпущен, якобы после звонка Ельцина.
1 декабря 1994 года российская военная авиация нанесла авиаудары по чеченским аэродромам, включая аэропорт Грозного. В результате ударов был уничтожен в том числе весь флот Stigl, кроме борта 65039.

## Флот
Флот авиакомпании состоял в 6 самолётов Ту-134А, доставшихся от Грозненского ОАО. По крайней мере 2 из них (65014 и 65075) были выкрашены в собственную ливрею Stigl, остальные самолёты остались в стандартной ливрее Аэрофлота образца 1973 года. В качестве бортовых номеров были нанесены регистрационные номера, использовавшиеся в СССР, но без каких-либо государственных префиксов. Самолёты Stigl были уничтожены в результате российского авиаудара по чеченским аэродромам 1 декабря 1994 года. Не пострадал только 65039 (возможно, по причине отсутствия в Чечне 1 декабря 1994 года), который в 2002 году был брошен в аэропорту Хартум в Судане, где по состоянию на 2017 году по-прежнему находится в крайне разукомплектованном состоянии. История использования самолёта между 1994 и 2002 годами неизвестна.
| Тип самолёта | Количество | Начало эксплуатации | Конец эксплуатации | Примечания                 |
| ------------ | ---------- | ------------------- | ------------------ | -------------------------- |
| Ту-134А      | 2          | 1992                | 1994               | 65896, 65039               |
| Ту-134А-3    | 4          | 1992                | 1994               | 65858, 65014, 65030, 65075 |

## Направления
Самолёты выполняли чартерные рейсы в аэропорты Турции и арабских стран. В интернете сохранились фотографии, запечатлевшие самолёты Стигл в аэропортах Мюнхена в июле 1993 года и Внуково в июле 1994.